# Eugène Constant
Eugène Constant (francès: Eugène Louis Constant)  (Boulogne-sur-Mer, 8 de gener de 1901 - Boulogne-sur-Mer, 22 d'octubre de 1970) fou un remer francès que va competir durant la dècada de 1920.
El 1924 va prendre part en els Jocs Olímpics de París, on va disputar dues proves del programa de rem. En la prova del quatre amb timoner guanyà la medalla de plata, mentre en la de dos amb timoner fou quart.
Durant la seva carrera esportiva també guanyà quatre campionats nacionals i la medalla de bronze al Campionat d'Europa de rem de 1923. Posteriorment fou vicepresident de la Federació Francesa de Rem.